# Formuła Euro Cup
Formuła Euro Cup, niem. Formel Euro Cup, także Formel Euro – seria wyścigowa organizowana w Niemczech w latach 1991–1997.

## Historia
Zjednoczenie Niemiec spowodowało kryzys wyścigów na terenie dawnej NRD. Z jednej strony miały na to wpływ przyczyny gospodarcze, jak bezrobocie, a z drugiej przestarzały sprzęt i tory. W tej sytuacji kierowcy, mechanicy i sympatycy wyścigów utworzyli organizację Sportfahrerverband e.V. W 1991 roku powołała ona Formułę Euro Cup, która miała być zarówno spadkobiercą wyścigów wschodnioniemieckich, jak i tanią formułą z silnikami zmienionymi jedynie w niewielkim stopniu do jednostek seryjnych. Do mistrzostw dopuszczono samochody Formuły Easter i Formuły Mondial. Od sezonu 1994 w serii mogły uczestniczyć pojazdy z jednostkami dwulitrowymi. W 1998 roku seria została zastąpiona Formułą 2000.

## Mistrzowie
| Sezon | Kierowca        | Samochód           |
| ----- | --------------- | ------------------ |
| 1991  |                 |                    |
| 1992  | Uwe Brückner    | Eufra-Volkswagen   |
| 1993  | Wolfram Centner | Reynard-Volkswagen |
| 1994  | Wolfram Centner | Ralt-Opel          |
| 1995  | Wolfram Centner | Ralt-Opel          |
| 1996  | Chris Vogler    | Reynard FOL-Opel   |
| 1997  | Chris Vogler    | Reynard FOL-Opel   |